# Howard Berger
Pour les articles homonymes, voir Berger (homonymie).
Howard Berger est un maquilleur américain de cinéma.

## Filmographie sélective
- 1985 : Le Jour des morts-vivants (Day of the Dead) de George Romero
- 1987 : Evil Dead 2 de Sam Raimi
- 1989 : Freddy 5 (A Nightmare on Elm Street : The Dream Child) de Stephen Hopkins
- 1990 : Re-Animator 2 de Brian Yuzna
- 1992 : Evil Dead 3 (Army of Darkness) de Sam Raimi
- 1993 : Maniac Cop 3 de William Lustig
- 1996 : Scream de Wes Craven
- 1998 : Vampires de John Carpenter
- 1999 : La Ligne verte (The Green Mile) de Frank Darabont
- 2000 : The Cell de Tarsem Singh
- 2001 : Spy Kids de Robert Rodriguez
- 2001 : Mulholland Drive de David Lynch
- 2001 : Ghosts of Mars de John Carpenter
- 2003 : Kill Bill de Quentin Tarantino
- 2005 : Sin City de Frank Miller et Robert Rodriguez
- 2005 : Land of the Dead - Le territoire des morts de George Romero
- 2005 : Le Monde de Narnia : Le Lion, la Sorcière blanche et l'Armoire magique (The Chronicles of Narnia: The Lion, the Witch and the Wardrobe) de Andrew Adamson
- 2006 : La colline a des yeux (The Hills Have Eyes) d'Alexandre Aja
- 2012 : Hitchcock de Sacha Gervasi

## Distinctions

### Récompense
- 2006 : Oscar du meilleur maquillage pour Le Monde de Narnia

### Nomination
- 2013 : Oscar des meilleurs maquillages et coiffures pour Hitchcock